# مارکوس فینبیر
مارکوس فینبیر (انگلیسی: Marcus Feinbier؛ زادهٔ ۳۰ نوامبر ۱۹۶۹) بازیکن فوتبال اهل آلمان است.
از باشگاه‌هایی که در آن بازی کرده‌است می‌توان به باشگاه فوتبال آلمانیا آخن، باشگاه فوتبال گروتر فورث، باشگاه فوتبال فورتونا دوسلدورف، باشگاه فوتبال روت وایس اهلن، باشگاه فوتبال بایر ۰۴ لورکوزن، باشگاه فوتبال هرتابرلین، و باشگاه فوتبال نورنبرگ اشاره کرد.
وی همچنین در تیم‌های ملی فوتبال زیر ۲۱ سال آلمان و زیر ۲۳ سال آلمان بازی کرده‌است.